# کینگزلی، همپشر
کینگزلی (به انگلیسی: Kingsley) یک روستا و محله مدنی در بریتانیا است که در ایست همپشر واقع شده‌است.